# 군위 오씨
군위 오씨(軍威吳氏)는 대구광역시 군위군을 본관으로 하는 한국의 성씨이다.

## 역사
태백왕의 25세손인 초나라 재상 오기(吳起)의 45세손인 오첨(吳瞻)은 500년(지증왕 1)에 중국에서 신라로 입국했다가 다시 중국으로 돌아갔다. 오첨(吳瞻)은 왕명으로 김종지(金宗之)의 딸을 아내로 맞이하여 함양에서 2남 1녀를 두고 22년을 살다가 521년 다시 중국으로 들어갔는데 둘째 아들 오응(吳膺)은 나이가 어려 중국으로 귀환하지 못하고 그대로 신라에 남아 함양에서 살게 되었다.
오첨의 24세손인 오현좌(吳賢佐)의 둘째 아들 오숙귀(吳淑貴)가 고려 때 비안군(比安君)에 봉해졌다.
조선시대 문과 급제자로는 오섬(吳暹), 오정빈(吳廷賓), 오승현(吳承鉉)이 있다.

## 본관
군위(軍威)는 경상북도 중앙부에 위치한 지명이다. 본래 신라의 노동멱현(奴同覓縣)이었는데 757년(신라 경덕왕 16)에 적라현(赤羅縣)으로 개칭하여 효령현(孝靈縣)‧부림현(富林縣)과 함께 숭선군(崇善郡)의 관할이 되었다. 1018년(현종 9)에는 군위현이 상주목(尙州牧)에 속하였으며, 1143년(인종 21) 일선군(一善郡) 소속으로 개편되었다.
《세종실록지리지》에 경상도 상주목 군위현의 토성(土姓)으로 박(朴)·나(羅)·방(方)·오(吳)·서(徐) 5성이 기록되어 있다.
1896년(고종 33) 군위군으로 개편되었으며, 1914년 의흥군과 의성군의 일부가 군위군으로 병합되었다.

## 인물
- 오섬(吳暹, 1585년 ~ ?) : 1615년(광해군 7) 식년 진사시(進士試) 3등으로 합격하였고, 1624년(인조 2) 증광시(增廣試) 문과에 급제하였다. 척후장(斥候將)으로서 이괄(李适)의 난을 진압하는 데 전공을 세웠다. 선산부사(善山府使)와 장흥부사(長興府使)를 역임하였고, 춘추관수찬관(春秋館修撰官)‧상의원정(尙衣院正)‧강원도감사(江原道監司)를 역임하였다.
- 오정빈(吳廷賓, 1663년 ~ 1710년) : 1687년(숙종 13) 사마시에 합격하였고, 1707년 별시 문과에 병과로 급제하여 성균관 전적(典籍)·승의랑(承義郎)에 오르고 예조좌랑과 춘추관기사관을 겸임하였다.
- 오승현(吳承鉉, 1807년 ~ 1864년) : 1854년(철종 5)에 별시 문과에 급제하고, 1857년(철종 8) 사헌부장령(司憲府掌令), 5월 헌납(獻納), 9월에 사간원정언(司諫院正言), 1858년(철종 9) 병조좌랑(兵曹佐郞)을 지냈으며, 1864년(고종 1) 1월 보안찰방(保安察訪)을 지냈다. 1864년(고종 1) 춘추관기사관(春秋館記事官)으로 재직 중 별세하였다.
- 오충남(吳忠南, 1949년 ~ ) : 제5·6대 제주도의회 의원. 제6대 제주도의회 의장.
- 오관석(吳官錫, 1962년 ~ ) : 前 서울고등법원 판사.
- 오영훈(吳怜勳, 1969년 ~ ) : 제20·21대 국회의원

## 문화재
- 오정빈묘역
- 의사오흥태지려

## 인구
- 1985년 5,069가구, 21,724명
- 2000년 7,025가구, 22,408명
- 2015년 26,949명

## 같이 보기
- 오 (성씨)
- 해주 오씨
- 동복 오씨